# Arturo Moreno
Arturo Moreno Salvador (o Artur Moreno i Salvador) (Valencia, 10 de mayo de 1909-Barcelona, 25 de junio de 1993) fue un historietista, ilustrador y pionero de los dibujos animados español, hasta el punto de haber recibido en ocasiones el calificativo del Walt Disney español. Destacan, entre su obra, el largometraje Garbancito de la Mancha, el primero del país, y la serie de historietas Formidables trapisondas del Grumete Mick, el viejo Mock y el Perro Muck, así como su labor al frente de la revista infantil KKO, donde trabajaron otros conocidos historietistas, teniendo un estilo artístico similar al que realizarían otros autores como Cabrero Arnal y Valentín Castanys. Emigró a Venezuela, donde realizó dibujos animados para Bolívar Films. El autor firmó habitualmente sus dibujos con el nombre de More, según Jesús Cuadrado, o Moro, según otros autores.

## Biografía

### Inicios profesionales
A la edad de ocho años marchó junto a su familia a vivir a Barcelona, en donde realizó cursos de dibujo en la academia Baixas. Tras su paso por semanarios como Calderilla, en 1924 comenzó a trabajar como dibujante y guionista de historietas en Pulgarcito y TBO, popularizándose su firma, también realizó ilustraciones para la casa de discos Odeón. En el año 1929 realizó su primera exposición en la casa Dalmau. Al final de esta década comenzó a interesarse por los dibujos animados tras ver a los cortometrajes de El gato Félix y en 1930 se produjo su debut en esta disciplina al realizar un cortometraje publicitario en blanco y negro de apenas un minuto de duración para la empresa Chocolates Nelia.
Los años anteriores a la guerra civil española fueron para él los de mayor actividad, al publicarse sus dibujos en revistas catalanas como Xut, En Patufet, Papitu, Mickey y Pocholo. De esta última sería uno de sus autores más importantes junto con Cabrero Arnal y Jaime Tomás, elogiándose su gran personalidad. Colaboró luego en otras conocidas revistas infantiles de época como L'Esquitx y Chicos durante su primera etapa. Su obra más celebrada sería las Formidables trapisondas del Grumete Mick, el viejo Mock y el Perro Muck que comenzó a publicarse en septiembre de 1934 en la revista Pocholo a un precio de 2 pesetas y, posteriormente recopilado en dos álbumes. También practicó el dibujo realista en la colección Aventuras y Viajes, intermedia entre el folletín y la historieta, con héroes como Bill Navarro el Exterminador, Sansón, el Rey de los Mares o Diego Corrientes.
En 1932 Enrique Guerri Giacomellile le ofreció ser el director de la revista infantil KKO, primera de la Escuela valenciana, para la cual realizó la maqueta, la cabecera del título y la mascota que identifica a la revista. Durante su trabajo en la revista atrajo a numerosos historietistas de prestigio, dando muestras de su profesionalidad. En 1936 realizó su segunda exposición en la casa Dalmau.

### Madurez
Tras el final de la guerra civil española, llegaron al país las Silly Symphonies que provocaron que Moreno comenzase a pensar en el dibujo animado como forma de arte. Durante estos años participó en las revistas Mis Chicas, Chicos, Flechas y Pelayos y Maravillas. A comienzos de 1942 fundó la productora Diarmo Films, uniéndose a su compañía Rosa Galcerán y Armando Tosquellas, teniendo su sede en la calle Salmerón n.º 1, y realizando a lo largo de ese año varios cortos publicitarios para Bayer y un cortometraje titulado El capitán Tormentoso. Tras este cortometraje, Moreno buscó distribuidora para el mismo, hasta que dio con José María Blay quien le contestó que no quería distribuir el corto, pero que sí le gustaría que rodase un largometraje. Moreno dudó en realizarlo, ya que no había en aquellos momentos medios suficientes para llevar a cabo un proyecto de tales dimensiones y necesitaría la construcción de unos estudios, tableros especiales para los animadores y un volumen de personal que ascendería a 80 empleados. Tras conseguir todo ello, Moreno escogió como tema de la película el cuento Garbancito de la Mancha de Julián Pemartín, siendo la primera adaptación literaria infantil de la que se tiene noticia. La historia de este autor literario de ideología franquista iba a servir para mostrar el comportamiento correcto a los niños del momento.
Moreno realizó la ilustración de la primera edición publicada en 1944, la cual tenía «dibujos con formas redondeadas y caricaturescas con trazos gruesos y empastados, y un sentido dinámico en las escenas», y se caricaturizó a sí mismo al final de la cinta. Garbancito de la Mancha costó 3 809 618 pesetas y obtuvo unos beneficios de entre dos y tres millones de pesetas de la época (de 165 828 000 a 248 742 000 pesetas de 1999). La crítica de la época valoró positivamente la película y fue usada de forma propagandística, algo habitual en su época, recibiendo a posteriori duras críticas. En su defensa, el propio Moreno afirmó que mostraba un fuerte españolismo, pero en ningún momento tenía un fin propagandístico. A pesar del gran éxito en España y en otros países como Francia o Inglaterra, Arturo Moreno tuvo que abandonar otros proyectos como La verbena de la Paloma y Simbad, el marino.
Este éxito entre la crítica y el público le impulsó a realizar una segunda parte llamada Alegres vacaciones que en palabras del propio Moreno era inferior a su largometraje anterior debido a que estos personajes habían perdido parte de su interés en el contexto actual. El rodaje de este segundo largometraje se prolongó desde el 14 de mayo de 1945 hasta el 20 de junio de 1948; mucho más de lo esperado debido al incendio en los Estudios Balet y Blay que se llevó por delante una importante parte de los dibujos. Nunca se descubrió la causa de este incendio, pudiendo tratarse de un sabotaje de alguno de los trabajadores o de una negligencia, motivada por el hecho de que los negativos se hacían con nitrato de celulosa, que se suele utilizar para la realización de explosivos y pudieron autodestruirse porque en el lugar donde se guardaban no tenían ni la temperatura ni la humedad adecuadas. Lo cierto es que esto hizo que el presupuesto aumentase porque los animadores cobraban por semana trabajada. Moreno no asistiría al estreno ni vería el montaje final debido a su marcha a Venezuela. A pesar del incendio producido, su presupuesto disminuyó con respecto a la anterior película hasta los tres millones al igual que sus ingresos, si bien fueron suficientes para cubrir los gastos.

### Estancia en Venezuela
Su marcha a Venezuela en 1948 se debió a una sustanciosa oferta para trabajar en Caracas como director de una revista pedagógica. Al darse cuenta de que desconocía los temas sobre los que hablaban los venezolanos, decidió aceptar una oferta para colaborar en la revista infantil Tricolor. En 1949 le propuso a Ángel Puigmiquel, a quien había conocido en la primera edición del Salón de Humoristas de Madrid realizada tras la guerra civil española, la realización de un largometraje de dibujos animados, antes de ponerlo en práctica intentaron realizar juntos un cortometraje de dibujos animados para Chicles Adams, pero descubrió que en este país no existían los medios para realizarlo por lo que tuvieron que enviar el material filmado a Estados Unidos, por lo que decide abandonar la idea de rodar el largometraje. Tras ver como el proyecto no se cumple decide seguir realizando anuncios en Bolívar Films para empresas de cigarrillos tales como Camel o Morris y petroleras como Shell hasta su marcha del país.

### Últimos años
A su vuelta a España en 1956, Arturo Moreno abandonó el campo de la animación y siguió trabajando durante doce años para la revista Tricolor desde el país europeo enviando sus trabajos por correo y recibiendo por el mismo medio el cheque con su salario. Se integró así en Paseo infantil y TBO, donde colaboró con Carlos Bech, creando para ambas las series León y Arpón, trotamundos y Fifilo. En 1965 se le ofreció realizar los fondos de la película El mago de los sueños, pero debido a una crisis económica del sector no pudo colaborar, aunque figuró en los títulos de crédito. Sí realizó el guion gráfico y algunos bocetos de fondos para El pequeño capitán de Estudios Andreu. Durante sus últimos años de vida intentó defender el desarrollo industrial del medio de la animación, sin llegar a conseguirlo, al igual que trabajó como pintor y colaborador en revistas infantiles. Arturo Moreno falleció el 25 de junio de 1993, dos días después a las 10.05 horas se hizo una misa en la calle Sancho de Ávila número 2 para su eterno descanso. Tras la realización de la misa fue enterrado en el cementerio de Sant Andreu.

## Estilo
Para el teórico Jesús Cuadrado, autor del libro De la historieta y su uso 1873-2000, fue un «autor inquieto en la investigación del uso del bocadillo en el contorno de la viñeta», definición apoyada por otros autores. Otros, han reseñado igualmente cómo el interés de Arturo Moreno por el dibujo animado «se refleja en el fuerte dinamismo de sus figuras, que parecen tener que encajarse a la fuerza dentro de las viñetas». El teórico Salvador Vázquez de Parga señala que su estilo en la historietas de aventuras resulta similar al Cabrero Arnal y al de Valentín Castanys que se caracteriza por tratatarla con un dibujo humorístico) y cierto infantilismo. Sobre su filmografía, se aprecian influencias de la obra de Disney, tanto en los dibujos, los animales y los números musicales. Sin embargo, María Manzanera afirma que su mayor influencia fueron los hermanos Fleischer como puede ser la similitud de Brutus (enemigo de Popeye) con Caramanca.

## Valoración
Jesús Cuadrado afirma en la misma obra que se trata de un autor de gran inventiva y con gran atención en el montaje. Salvador Vázquez de Parga lo calificó como uno de los puntales de la historieta española junto con Salvador Mestres gracias a sus obras Formidables aventuras del Grumete Mick, el viejo Mock y el Perro Muck y Punto negro en el País del Juego, esta última era una fábula sobre una mancha de tinta antropomorfa, con las que alcanzó su madurez. José María Candel Crespo, autor del libro Historia del dibujo animado español, menciona por su parte que la crítica de entonces lo valoró como el Walt Disney español, aunque otros como Francisco Macián o Escobar también fueron calificados de igual forma. Candel lo valora como un pionero del cine de animación en España que no consiguió llegar al nivel de Disney o Dave Fleischer porque no maduró lo suficiente antes de abordar su primer largometraje y se esperó su obra maestra tras su segundo largometraje, algo que nunca llegaría.
Su primer largometraje consiguió un premio en el Sindicato Nacional del Espectáculo, quedando en tercera posición en la categoría de mejor película, y ser declarada de Interés Nacional por el gobierno español. En 1982 se le rindió un homenaje para celebrar el cuadragésimo aniversario del comienzo de la realización de Garbancito de la Mancha, película que ha servido de «estímulo creativo» para animadores posteriores. En mayo de 1994 se le homenajeó en el Salón Internacional del Cómic de Barcelona por su trabajo en el mercado de la historieta española.

## Obra

### Historieta
Su obra historietística fue expuesta dos veces en la casa Dalmau, en la primera se expusieron unos dibujos animados entre los días 16 a 29 de marzo de 1929 en formato 17x12 cm en donde también se incluía una caricatura del artista firmada por Castanys; la segunda exposición se produjo entre los días 7 y 21 de marzo de 1936, en donde se mostraron 35 dibujos humorísticos a color, éstos tenían un formato de 14,8x11,2 cm además de ser relacionados sus dibujos con los otros expuestos en esas fechas. Según el investigador Jesús Cuadrado, Arturo Moreno ha dibujado las siguientes series:

### Cine
| Título                                             | Año  | Duración   | Presupuesto       | Taquilla | Beneficio                           |
| -------------------------------------------------- | ---- | ---------- | ----------------- | -------- | ----------------------------------- |
| La risa va por barrios (y/o El capitán Tormentoso) | 1942 | 14 minutos | s.d.              | s.d.     | s.d.                                |
| Garbancito de la Mancha                            | 1945 | 85 minutos | 3 809 618 pesetas | s.d.     | entre 2 000 000 y 3 000 000 pesetas |
| Alegres vacaciones                                 | 1948 | 73 minutos | 3 000 000 pesetas | s.d.     | s.d.                                |

### Consultada
- CANDEL CRESPO, José María (1993). Historia del dibujo animado español. Ediciones Tres Fronteras. ISBN 978-0-7864-3365-0.
- CUADRADO, Jesús (2000). Atlas español de la cultura popular: De la historieta y su uso 1873-2000'. Madrid: Ediciones Sinsentido/Fundación Germán Sánchez Ruipérez. 2 v. ISBN 84-89384-23-1.
- GARCÍA PADRINO, Jaime (1992). Formas y colores: la ilustración infantil en España. Ediciones de la UCLM. ISBN 84-8427-298-2.
- MANZANERA, María (1992). Cine de animación en España: largometrajes 1945-1985. Universidad de Murcia. ISBN 84-7684-339-9.
- PORCEL TORRENS, Pedro (2010). Tragados por el abismo. La Historieta de Aventuras en España. Castalla (Alicante): Edicions de Ponent. Depósito legal: A-813-2010 ISBN 978-84-96730-53-3.
- VV.AA (2002). Historietas, comics y tebeos españoles. Presses Universitaries du Mirail. ISBN 2-85816-606-4.
- VV.AA. (1992). Historia del tebeo valenciano. Editorial Prensa Valenciana. ISBN 84-87502-23-7.

### Complementaria
- MARTÍN, Antonio (1978). Historia del comic español, 1875-1939. Editorial Gustavo Gilli. ISBN 84-252-0899-8.
- CONDE MARTÍN, Luis (2002). Historia del humor gráfico en España. Editorial Milenio. ISBN 9788497430586.
- MARTÍNEZ BARNUEVO, María Luisa (2003). El cine de animación en España (1908-2001). Fancy Ediciones. ISBN 9788495455260.
- MARTÍNEZ BARNUEVO, María Luisa (2008). El largometraje de animación español: análisis y evaluación. Fundación Autor. ISBN 9788480487771.
- VV.AA. (1996). Historia del cortometraje español. Universidad de Michigan. ISBN 978-84-87153-89-1.
- YÉBENES, Pilar (2002). Cine de animación en España. Ariel. ISBN 9788434468054.